# 1717
Năm 1717 (số La Mã: MDCCXVII) là một năm thường bắt đầu vào thứ Sáu trong lịch Gregory (hoặc một năm thường bắt đầu vào thứ hai của lịch Julius chậm hơn 11 ngày).

## Sinh
- 2 tháng 1 - Edward Seymour, Công tước thứ 9 Somerset, con trai của Edward Seymour, Công tước thứ 8 Somerset và Webb Mary (mất 1792)
- 5 tháng 1 - William Barrington, Tử tước thứ hai của Barrington, người Anh (mất 1793)
- 21 tháng 1 - Antonio María de Bucareli y Ursúa, sĩ quan quân đội Tây Ban Nha (mất 1779)
- 23 Tháng 1 - Benjamin Beddome, tướng Anh (mất 1795)
- 28 tháng 1 - Mustafa III, Ottoman Sultan (mất 1774)
- 29 tháng 1 - Jeffrey Amherst, bá tước thứ nhất của Amherst, lính Anh (qua đời 1797)
- 2 tháng 2 - Ernst Gideon Freiherr von Laudon, người Áo (mất 1790)
- 17 tháng 2 - Adam Friedrich Oeser, thợ khắc bằng a cít Đức (mất 1799)
- 19 Tháng 2 - David Garrick, diễn viên người Anh (mất 1779)
- 27 tháng 2 - Johann David Michaelis, học giả kinh thánh Đức (mất 1791)
- 23 tháng 4 - Pieter Barbiers, nghệ sĩ Hà Lan (mất 1780)
- 9 tháng 4 - Georg Matthias Monn, nhà soạn nhạc người Áo (mất 1750)
- 08 tháng 5 - Charles-Guillaume Le Normant d'Étiolles, chồng của Madame de Pompadour (mất 1799)
- 13 tháng 5 - Maria Theresa của Áo, Nữ hoàng của Hungary và Bohemia, kết hôn với Hoàng đế của Đế quốc La Mã Thần thánh (mất 1780)
- 5 tháng 6 - Emanuel Mendez da Costa, nhà thực vật học người Anh (mất 1791)
- 8 tháng 6 - John Collins, chính trị gia người Mỹ (mất 1795)
- 19 tháng 6 - Johann Stamitz, Séc-sinh nhà soạn nhạc (mất 1757)
- 20 tháng 6 - Jacques Saly, điêu khắc người Pháp (mất 1776)
- 27 tháng 6 - Louis Guillaume Lemonnier, nhà thực vật học người Pháp (mất 1799)
- 5 tháng 7 - Peter III của Bồ Đào Nha, vợ của Queen Maria I của Bồ Đào Nha (mất 1786)
- 13 tháng 8 - Louis François I de Bourbon, hoàng thân de Conti, lãnh đạo quân sự Pháp (mất 1776)
- 15 tháng 8
  - Louis Carrogis Carmontelle, nhà viết kịch Pháp (mất 1806)
  - John Metcalf, tiếng Anh roadbuilder (mất 1810)
- 4 tháng 9 - Job Orton, tiếng Anh bất đồng Bộ trưởng (mất 1783)
- 7 tháng 9
  - A-kuei, Trung Quốc cao quý chung cho triều đại nhà Thanh (mất 1797)
  - Martin Dobrizhoffer, dòng Tên người truyền giáo người Áo (mất 1791)
- 22 Tháng 9 - Pehr Wilhelm Wargentin, nhà thiên văn học Thụy Điển (mất 1783)
- 24 Tháng 9 - Horace Walpole, Bá tước của Orford, nhà văn người Anh (qua đời [4 [1797]])
- 28 tháng 9 - William Nassau de Zuylestein, Earl của Rochford, ngoại giao và chính trị gia người Anh (mất 4 năm 1781)
- 5 tháng 10 - Marie-Anne de Mailly-Nesle nữ công tước de Châteauroux, người tình của vua Pháp Louis XV của Pháp (mất 1744)
- 13 tháng 10 - John Armstrong, kỹ sư dân sự người Mỹ (mất 1795)
- 30 tháng 10 - Jonathan Hornblower, tiếng Anh tiên phong của quyền lực hơi nước (mất 1780)
- 13 tháng 11 - Prince George William của Vương quốc Anh, thành viên của oàng gia Anh (mất 1718)
- 16 tháng 11 - Jean le Rond d'Alembert, nhà toán học Pháp và nhà biên tập (mất 1783)
- 17 tháng 11 - Caroline Townshend, 1 Baroness Greenwich, người Anh (mất 1794)
- 25 tháng 11 - Alexander Sumarokov, nhà thơ và nhà viết kịch người Nga (mất 1777)
- 9 tháng 12 - Johann Joachim Winckelmann, nhà khảo cổ học giả kinh điển (mất 1768)
- 16 tháng 12 - Elizabeth Carter, nhà văn người Anh (mất 1806)
- 20 tháng 12 - Charles Gravier, Comte de Vergennes, chính khách Pháp (mất 1785)
- 25 tháng 12 - George Augustus Eliott, Nam tước Heathfield 1 (mất 1790)
- 27 Tháng 12 - Pope Pius VI (mất 1799)
- 28 tháng 12 - Johann Heinrich Gottlob Justi, người Đức (mất 1771)
- Không rõ
  - Giambattista Almici, luật gia người Ý (mất 1793)
  - Claude Humbert Piarron de Chamousset, nhà từ thiện người Pháp (mất 1773)
  - Nicholas Cooke, Thống đốc Rhode Island (mất 1782)
  - Jean-François-Marie de Surville, thương nhân Pháp (mất 1770)
  - Gottlieb Sigmund Gruner, vẽ bản đồ và địa chất học (mất 1778)
  - Antoine Guenée, tiếng Pháp và người biện hộ linh mục Thiên chúa giáo (mất 1803)
  - Elimelech của Lizhensk, (mất 1577)
  - Henry Middleton, Chủ tịch thứ hai Quốc hội Lục địa (mất 1784)
  - James Paine, kiến trúc sư người Anh (mất 1789)
  - Isaac de Pinto, người Do Thái (mất 1787)
  - Anne Steele, bài thánh ca-nhà văn (mất 1778)
  - Matthew Stewart, nhà toán học người Scotland sinh tại Rothesay (mất 1785)
  - Molla Panah Vagif, nhà thơ Azerbaijan (mất 1797)
  - William Williams Pantycelyn, một trong những lãnh đạo chủ chốt của sự hồi sinh thế kỷ 18 của tiếng Wales (mất 1791)

## Mất
- 3 tháng 1 - Maria Sibylla Merian, nhà nữ tự nhiên học người Đức gốc Thụy Sĩ